# Escuela Stróganov

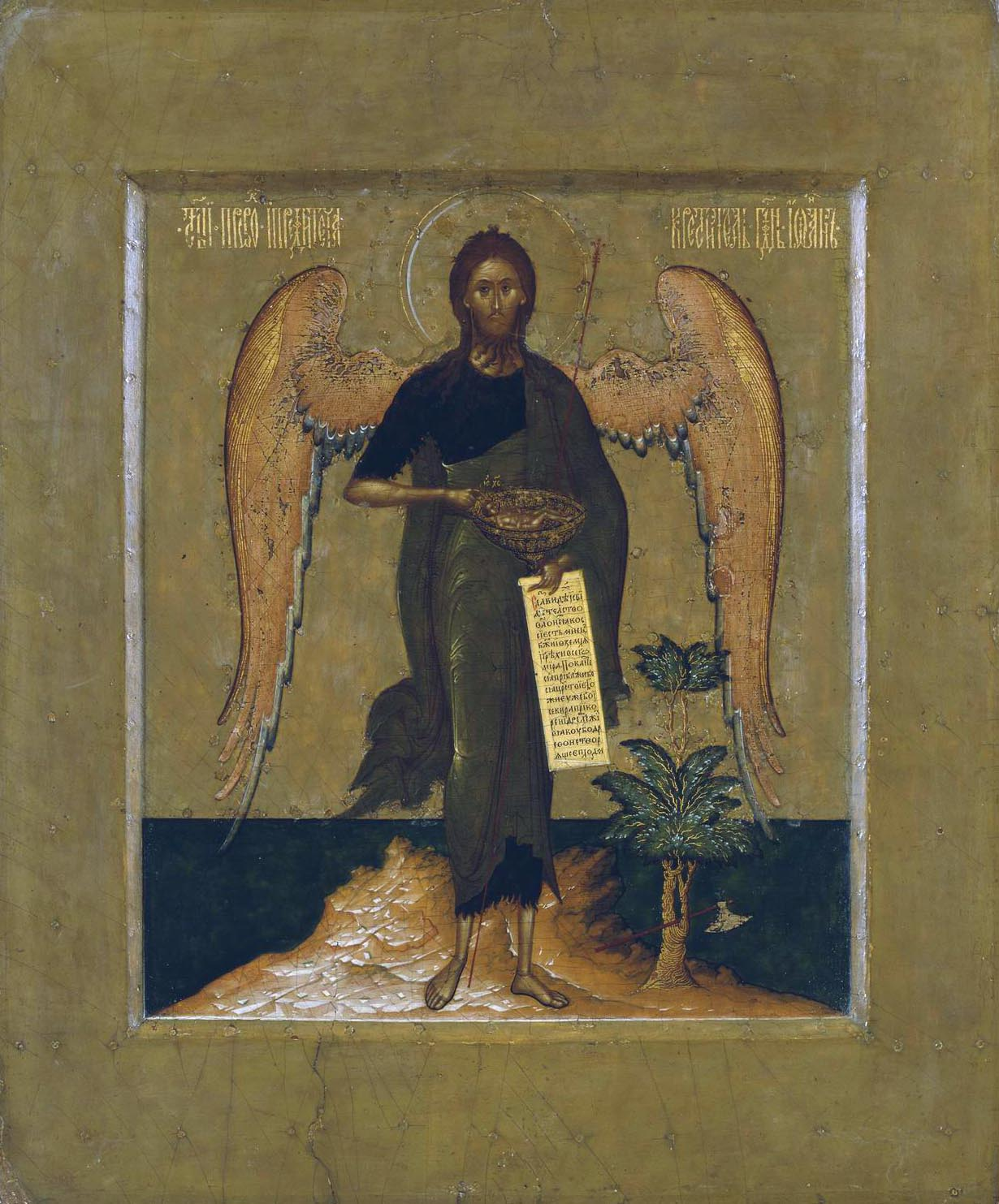
Los iconos Stróganov se caracterizan por una pincelada delicada, meticulosa y colores suaves, arenosos. El icono Juan el Bautista, el ángel del desierto (Иоанн Предтеча - Aнгел пустыни) por Prokopi Chirin. Galería Tretiakov.

La escuela Stróganov (Строгановская школа en ruso) es un nombre convencional para la última gran escuela de iconos rusos, que surgió bajo el mecenazgo de la familia Stróganov de comerciantes, fabulosamente ricos, a finales del siglo XVI y durante el siglo XVII.
La escuela Stróganov debe su nombre a la frecuente mención de los Stróganov en las marcas en la parte posterior de los iconos de Yemelián Moskvitin, Stefán Pajiria, Prokopi Chirin, Istoma Savin, Nazari Savin y Nikífor Savin. La mayor parte de estos pintores de iconos, sin embargo, no pertenecían a la escuela de Stróganov. Eran pintores de iconos de Moscú y ejecutaron encargos del zar. Muchas de sus obras fueron finalmente adquiridas por los Stróganov, que habían sido conocidos por los aficionados de artesanía sofisticada. 
Las obras de arte de la escuela Stróganov tienen algunos rasgos en común, como el tamaño pequeño, exquisita menudencia, paleta refinada (en su mayoría lograda con medias tintas, colores dorado y plateado), densidad de las capas pictóricas, precisión gráfica del detalle, delicadeza frágil y algo pretenciosa de las posturas y gestos de los caracteres, riqueza de sus vestimentas y complicada fantasía del fondo paisajístico.      